# Daniel Ottensamer
Daniel Ottensamer, nacido el 26 de julio de 1986, es un músico austriaco, clarinetista, al igual que su padre Ernst Ottensamer, fallecido en 2017, y su hermano menor Andreas. Desde 2009 ha sido clarinetista principal de la Orquesta Filarmónica de Viena y de la Ópera Estatal de Viena.

## Datos biográficos
Estudió en la Universidad de Música y Arte Dramático de Viena, aprendiendo el clarinete con Johann Hindler y Martin Fröst. En 2009, ganó el primer lugar en el Carl Nielsen International Clarinet Competition en Dinamarca. Ha sido premiado también en otras prestigiadas competiciones internacionales.
Como solista se le invita regularmente a tocar su clarinete con orquestas internacionales como el Orquesta del Mozarteum de Salzburgo, la Sinfónica de la NHK, siendo conducido por directores concertadores de relieve como Lorin Maazel, Gustavo Dudamel, Andris Nelsons, y otros de clase mundial. 
Como músico de cámara ha tocado en los principales teatros de Europa y Estados Unidos de América acompañando a otros músicos de la talla de Angelika Kirchschlager, Barbara Bonney, Thomas Hampson, Bobby McFerrin, Julian Rachlin y Mischa Maisky. 
Es miembro del ensamble The Philharmonics y miembro fundador con su padre y su hermano, clarinetistas los tres, del conjunto Los Clarinotts. Daniel Ottensamer grabó su CD debutante con  SONY-Classical tocando el concierto para clarinete de Wolfgang Amadeus Mozart. En 2016 la empresa Deutsche Grammophon publicó el CD de Los Clarinotts. También ha grabado música de Johannes Brahms y de Carl Maria von Weber en Classic Concert Records.
Ivan Eröd compuso un concierto para tres  clarinetes para Los Clarinotts, que fue inaugurado por la Filarmónica de Viena en enero de 2016.